# Роговик (рід)
Рогови́к (Cerastium) — рід дрібних трав'янистих однорічних або багаторічних, здебільшого запушених рослин з родини гвоздичних.
Налічує за різними підрахунками від 60 до 200 видів (див. Список видів роду роговик), поширених майже повсюдно. Пелюстки — білі, рідко блідо-рожеві.
Латинська назва роду походить від грец. κερασ — ріг за формою плоду в деяких представників.
У Європі зустрічається 58 видів роду роговик, в Україні — 16. Найпоширеніші з них:
- Роговик дернистий (Cerastium caespitosum Gilib syn. Cerastium triviale. Шмальг. auct. fl. ucr., non Link.), на луках, галявинах, узліссях і між кущами
- Роговик круглолистий (Cerastium rotunum Schur. syn. Cerastium semidecandrum Bess.), на піщаних місцях, особливо в соснових лісах. Поширений на Поліссі й по борових терасах річок Лісостепу, рідше в степу
- Роговик тристовпчиковий (Cerastium anomaluim Waldst. et Kit syn. Stellaria viscida M. В.), на вогких піщаних і солончакуватих місцях, у подах південної частини степу.